# Love Letter
Love Letter (Englisch für Liebesbrief) ist ein japanischer Liebesfilm von Regisseur Shunji Iwai aus dem Jahr 1995. Er handelt von einer zufälligen Brieffreundschaft, bei der Erinnerungen über eine verstorbene Person ausgetauscht werden. Es war Iwais erste Kinoproduktion. Die damalige Popmusikerin Miho Nakayama spielt dabei in einer Doppelrolle beide Hauptrollen. Auch Miki Sakai hatte ihr Debüt in diesem Film.
Love Letter ist einer der ersten japanischen Filme, die in koreanischen Kinos nach dem Zweiten Weltkrieg gezeigt wurden. Der Film war im asiatischen Raum sehr erfolgreich. Auch gewann der Film verschiedene Auszeichnungen.

## Handlung
Hiroko Watanabe ist eine junge Frau, die in Kōbe lebt. Vor zwei Jahren starb ihr Verlobter Itsuki Fujii bei einem Kletterunfall, was sie nach wie vor nur sehr schlecht verarbeitet hat. Im Rahmen der Gedenkfeier zum zweijährigen Todestag guckt sie sich ein Jahresbuch Fujiis aus dessen Schulzeit an. Dort entdeckt sie eine Adresse, die Itsuki Fujii zugeordnet ist. Hiroko beschließt einen Brief an diese Adresse zu schicken, obwohl sie glaubt, dass die Adresse nicht mehr existiere, da dort eine Autobahn gebaut wurde. Jedoch schickt sie den Brief nicht an die damalige Adresse ihres Verlobten, sondern an dessen ehemalige Klassenkameradin, die den gleichen Namen hat.
Der Brief erreicht also Itsuki Fujii, eine junge Frau, die zusammen mit ihrem Großvater und ihrer Mutter in Otaru lebt. Sie leidet seit Längerem an einer leichten Erkältung, verweigert jedoch einen Arztbesuch. Obwohl sie sehr über den Brief verwundert ist, beantwortet sie ihn. Hiroko freut sich über den Brief und glaubt er käme von ihrem Verlobten, der aus dem Himmel schrieb. Sie erzählt Akiba davon, einem langjährigen Freund Hirokos und ihres Verlobten. Er versucht ihr bei der Verarbeitung des Todes zu helfen, auch weil er Gefühle für Hiroko empfindet, und ihr dies auch mitteilt. So unternimmt Akiba Nachforschungen und findet die Verwechslung heraus.
Gemeinsam fahren Akiba und Hiroko nach Otaru, um die Autorin der Briefe aufzusuchen. Sie finden das Haus in dem Itsuki lebt. Doch da sie gerade nicht zu Hause ist, geben Akiba und Hiroko nach einiger Zeit das Warten auf und fahren wieder los. Davor verfasst Hiroko noch einen Brief, in dem sie die Verwechselung aufklärt, dabei aber nicht erwähnt, dass ihr Verlobter vor zwei Jahren starb. Zurück in Kobe verifiziert sie im Jahrbuch nochmals, dass tatsächlich neben ihrem Verlobten noch eine Schülerin namens Itsuki Fujii in dessen Schulklasse war. Deshalb bittet Hiroko ihre Brieffreundin Itsuki von ihren Erinnerungen aus der Schulzeit zu berichten.
Einige Rückblenden, die von Itsuki kommentiert werden, erzählen nun Erinnerungen der beiden Itsukis aus deren gemeinsamer Schulzeit. Der männliche Itsuki sei ein seltsamer, zurückgezogener, unfreundlicher Junge gewesen. Beide litten während der Schulzeit unter Mobbing aufgrund der Gleichheit ihrer Namen. Aus den Rückblenden wird deutlich, dass damals Klassenkameraden vermuteten beide Itsuki hätten Gefühle füreinander, was beide jedoch bestritten und die weibliche Itsuki auch noch beim Verfassen der Briefe bestreitet.
Beide Itsukis hatten damals auch gemeinsam Bibliothekendienst. Der männliche Itsuki lieh gerne Bücher aus, die niemand anderes auslieh, um so als Einziger seinen Namen auf den Ausleihkarten zum Buch stehen zu haben.
Später bekommt Itsuki von Hiroko eine Kamera, um Bilder von der Schule zu machen. Beim Besuch ihrer früheren Schule trifft sie auf eine alte Lehrerin, die sie in die Bibliothek führt. Dort wird sie den Schülerinnen vorgestellt, die dort jetzt Bibliothekendienst haben. Diese berichten ein Spiel zu spielen, nach dem sie versuchen möglichst viele der Bücher zu finden, die Itsuki Fujii auslieh. Sie glauben, dass ein Junge, der in die weibliche Itsuki Fujii verliebt war, all die Namen geschrieben hat. Von der Lehrerin erfährt Itsuki, dass der männliche Itsuki vor zwei Jahren bei einem Unfall starb.
Weiter in den Erinnerungen berichtet Itsuki wie einst der männliche Itsuki sie zu Hause aufsuchte, um ein Buch vorbeizubringen, welches er vergessen habe zurückzugeben. Der männliche Itsuki verließ darauf die Schule, jedoch ohne dies mitzuteilen. So ist dies Itsukis letzte Erinnerung an Hirokos verstorbenen Verlobten.
Nun trennen sich die Handlungsstränge. Während Hiroko und Akiba den Ort des Unfalls aufsuchen, verschlimmert sich Itsukis Krankheitszustand dramatisch. Sie scheint eine Lungenentzündung verschleppt zu haben, hat sehr starkes Fieber und wird bewusstlos. Da der Krankenwagen aufgrund eines Schneesturms eine Stunde brauchen würde, trägt der 76-jährige Großvater sie ins Krankenhaus, sodass sie überlebt.
Zum Ende fängt Itsuki an, einen Brief über ein Ereignis der nahen Vergangenheit zu schreiben. Die Mädchen aus der Schulbibliothek suchten sie auf. Sie fanden das Buch das Itsuki ihr vor seinem Verlassen der Schule zu Hause zum Zurückgeben gab. Die Mädchen verweisen dabei auf die Rückseite der Ausleihkarte. Dort ist eine Zeichnung Itsukis zu sehen. Itsuki begreift so, dass ihr Schulkamerad wohl doch in sie verliebt war und damit nicht Hiroko seine erste Liebe war, wie er ihr gegenüber immer behauptete. Darauf endet der Film mit den Worten Itsukis „Liebe Watanabe Hiroko, ich schäme mich zu sehr, Dir diesen Brief zu senden.“